# Glorieta d'Alcoi
La Glorieta és el parc públic urbà més antic d'Alcoi, (l'Alcoià), País Valencià. Està situat a la plaça de Ramón y Cajal, al nucli històric d'Alcoi, amb un reixat de ferro que mostra el motiu modernista art nouveau de la falca.

## Història
La Glorieta va ser construïda l'any 1836 sobre uns terrenys pertanyents a l'hort del convent de Sant Francesc, fundat en 1569 i afectat per la desamortització de Mendizábal en 1835.
La Glorieta ha experimentat diverses reformes. La més característica i important de totes és la realitzada en 1899 per l'arquitecte alcoià Vicent Pascual Pastor, que va crear un gran passeig de circumval·lació sobre un espai el·líptic dividit en tres grans avingudes, que al seu torn estan subdividides amb parterres a l'anglesa.
En la reforma de l'any 1899, l'enllumenat de la Glorieta va ser dissenyat per l'enginyer alcoià José Cort Merita.